# May Gorslin Preston Slosson
May Gorslin Preston Slosson (1858-1943) est une suffragette américaine. Elle est diplômée de l’université Cornell et est la première femme à obtenir un doctorat de philosophie aux États-Unis.
Elle sert comme aumônière à la Wyoming Territorial Prison et une série de formations porte son nom sur le lieu où était la prison,.
Elle écrit en 1920 un recueil de poèmes, From a Quiet Garden, Lyrics in Prose and Verse.